# Blue Mountain (Misisipi)
Blue Mountain es un pueblo del Condado de Tippah, Misisipi, Estados Unidos. Según el censo de 2000 tenía una población de 670 habitantes.

## Demografía
Según el censo de 2000, había 670 personas, 241 hogares y 161 familias residiendo en la localidad. La densidad de población era de 224,9 hab./km². Había 268 viviendas con una densidad media de 90,0 viviendas/km². El 82,84% de los habitantes eran blancos, el 13,73% afroamericanos, el 0,45% amerindios, el 0,45% asiáticos, el 1,94% de otras razas y el 0,60% pertenecía a dos o más razas. El 3,73% de la población eran hispanos o latinos de cualquier raza.
Según el censo, de los 241 hogares en el 33,2% había menores de 18 años, el 51,0% pertenecía a parejas casadas, el 12,4% tenía a una mujer como cabeza de familia, y el 32,8% no eran familias. El 28,2% de los hogares estaba compuesto por un único individuo, y el 12,9% pertenecía a alguien mayor de 65 años viviendo solo. El tamaño promedio de los hogares era de 2,48 personas, y el de las familias de 3,00.
La población estaba distribuida en un 24,2% de habitantes menores de 18 años, un 21,0% entre 18 y 24 años, un 22,7% de 25 a 44, un 19,3% de 45 a 64, y un 12,8% de 65 años o mayores. La media de edad era 29 años. Por cada 100 mujeres había 78,2 hombres. Por cada 100 mujeres de 18 años o más, había 76,4 hombres.
Los ingresos medios por hogar en la localidad eran de 27.969 dólares ($), y los ingresos medios por familia eran 40.833 $. Los hombres tenían unos ingresos medios de 28.661 $ frente a los 23.750 $ para las mujeres. La renta per cápita para la ciudad era de 12.870 $. El 20,6% de la población y el 17,3% de las familias estaban por debajo del umbral de pobreza. El 24,6% de los menores de 18 años y el 25,3% de los habitantes de 65 años o más vivían por debajo del umbral de pobreza.

## Geografía
Según la Oficina del Censo de los Estados Unidos, la localidad tiene un área total de 3,0 km², todos ellos correspondientes a tierra firme.